# Cyperus ventricosus
Cyperus ventricosus är en halvgräsart som beskrevs av Robert Brown. Cyperus ventricosus ingår i släktet papyrusar, och familjen halvgräs.
Artens utbredningsområde är Queensland. Inga underarter finns listade i Catalogue of Life.